# Tines del Martinet
Les Tines del Martinet és una obra del municipi de Mura (Bages) protegida com a bé cultural d'interès local.

## Descripció
Es tracta d'una construcció que se situa a pocs metres del camí que segueix el rierol.
És un conjunt format per quatre tines. La part inferior dels murs és construïda amb pedra i morter de calç. Els dipòsits són circulars i tenen l'interior recobert de rajoles de ceràmica envernissada lleugerament corbades. La part superior dels murs és feta amb pedra sense material d'unió i s'hi localitzen les entrades a les tines. Cap d'elles no conserva la coberta. Hi ha restes de teules de la teulada pel voltant.
Mirant el conjunt de cara a les portes d'entrada a les tines, descrivim les edificacions d'esquerra a dreta.
La tina número 1 té el dipòsit circular i la planta exterior és de forma rectangular. L'entrada es compon de dos muntants i una sola llinda. El broc queda emmarcat en un requadre interior al mur.
Les tines números 2 i 3 han perdut la llinda, si bé encara conserven els muntats. Cadascuna d'elles té una finestra. La pedra que conforma els brocs respectius sobresurt del mur.
La tina número 4 és més gran que les anteriors.
L'estat de conservació és dolent.